# شهرستان بلاگودارننسکی
شهرستان بلاگودارننسکی (به لاتین: Blagodarnensky District) یک شهرستان در روسیه است که در سرزمین استاوروپول واقع شده‌است.